# 奧本 (印地安納州)
奧本（英語：Auburn）是一個位於美國印地安納州迪卡爾布縣的城市。根據2010年美國人口普查，該地人口為13,086人，而該地的面積約為19.81平方千米。同時該地也是迪卡爾布縣的縣治。

## 地理
奧本的座標為41°21′56″N 85°03′23″W / 41.36556°N 85.05639°W，而該地的平均海拔高度為264米（即866英尺）。